# 迪克斯 (阿肯色州)
迪克斯（英語：Dierks）是一個位於美國阿肯色州霍華德縣的城市。

## 地理
迪克斯的座標為34°17′11″N 94°01′03″W / 34.28639°N 94.01750°W，而該地的平均海拔高度為135米（即443英尺）。

## 人口
根據2020年美國人口普查的數據，迪克斯的面積為4.97平方千米，皆為陸地。當地共有人口916人，而人口密度為每平方千米184人。